# Sea Wolf
Le Sea Wolf est un missile surface-air développé à partir de 1968 pour la Royal Navy par British Aircraft Corporation, intégré à British Aerospace en 1977 puis aujourd'hui à MBDA.

## Histoire
Dans les années 1960, la Grande-Bretagne exprime le besoin d'un système de défense courte portée en complément du Sea Dart. BAC développe le Sea Wolf à partir de 1968. Le missile est intégré au système d'arme GWS 25 opérationnel en 1979 sur les frégates Type 22 .
Le Sea Wolf fut utilisé pour la première fois lors de la guerre des Malouines. Le 12 mai 1982, la frégate Type 22 HMS Brilliant intercepta avec son système deux A-4B Skyhawk et provoqua l'écrasement d'un troisième .
À partir de 1983, British Aerospace développe le VL Sea Wolf, une version à lancement verticale permettant une défense sur 360° quel que soit l'orientation du bateau. Il s'agit du premier système de lancement vertical en Europe. Le VL Sea Wolf est intégré au système GWS 26 Mod 1 des frégates "Duke" Type 23 à partir de 1989 .
Dans les années 2000, Matra BAe Dynamics effectue une rénovation à mi-vie du système baptisée Sea Wolf Block 2 .
Il doit être remplacé par le missile CAMM à partir de 2016.

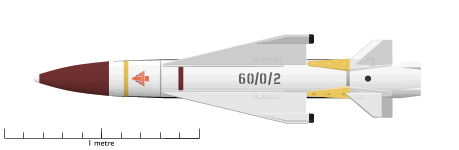
Vue latéral du missile Sea Wolf

## Caractéristiques
Le Sea Wolf est téléguidé par alignement sur la ligne de visée du radar de conduite de tir . Le guidage est réalisé automatiquement par le système et nécessite l'utilisation permanente du radar. Il n'est donc pas tire et oublie ce qui limite la capacité du système à engager plusieurs cibles à la fois.
Sur le système GWS25, les missiles sont tirés par un lanceur orientable et rechargeable contenant 6 missiles. Sur le système GWS 26, 32 tubes (4x8) permettent de tirer le VL Sea Wolf.
La version initiale du missile Sea Wolf disposait d'une portée de 6,5 km. Le VL Sea Wolf, en plus du système de lancement vertical intègre un booster augmentant la portée à 10 km. Le Sea Wolf Block 2 intègre diverses améliorations au niveau du système de guidage et de la motorisation, ainsi qu'une modernisation de son électronique.